# یوسف زیدان
یوسف محمد احمد طاها زیدان (زاده ۳۰ ژوئن ۱۹۵۸ - ساقلته مصر) یک نویسنده و داستان‌نویس و روزنامه‌نگار مصری است که مقالاتی در زمینه تاریخ اسلام و طب هم دارد. وی همچنین به عنوان مشاور در کتابخانه اسکندریه کار کرده‌است.

## زندگی‌نامه
زیدان در ۳۰ ژوئن ۱۹۵۸ در سوهاج مصر به دنیا آمد. او در کودکی به همراه پدربزرگش به اسکندریه نقل مکان کرد و در این کلان‌شهر مدیترانه ای بزرگ شد و تحصیل کرد. او به دپارتمان فلسفه در دانشگاه اسکندریه پیوست و فارغ‌التحصیل شد. تحصیلات تکمیلی او بر تصوف و زیربناهای فلسفی آن متمرکز بود. او در سال ۱۳۶۸ برای پایان‌نامه خود در مورد نظم صوفی قادری با مطالعه و ویرایش آثار منظوم عبدالقادر جیلانی یا عبدالقادر گیلانی مدرک دکترا گرفت. او با خانواده اش در اسکندریه زندگی می‌کند.

## تصوف
کار زیدان در مورد تصوف، نه تنها بر خطوط درونی عرفانی تصوف اسلامی، بلکه مهمتر از آن بر پایه‌های فلسفی آن تأکید می‌کند. وی بر مطالعه ابن عربی و عبدالکریم الجیلی که دو تن از مهم‌ترین شخصیت‌های تصوف فلسفی در تاریخ اسلام به‌شمار می‌روند، تأکید مستمر داشته‌است. کار او دربارهٔ عبدالکریم الجیلی از نظر مفسران معتبرترین اثر در این زمینه است.

## فلسفه اسلامی
متمایزترین ویژگی در مطالعه زیدان از فلسفه اسلامی، تلاش او برای کشف منشأ رشته‌ای از تفکر فلسفی اسلامی است که از نظر او تحت تأثیر فلسفه هلنیستی نبوده‌است. او فکر می‌کند که مثلاً حی بن یقظان با نسخه‌ها و تفاسیر متعددی که از سوی شخصیت‌های مهمی چون ابن سینا، ابن طفیل، سهروردی و ابن النفیس می‌شود، منبعی برای فهم فلسفه اسلامی از نظر خود است. این دیدگاه مبنای ویرایش مجدد او از تمثیل کامل فلسفی حی بن یقظان در کتاب «حی بن یقظان: چهار متن و مؤلفان آنها» است.

## تاریخ طب اسلامی
بعد دیگر کار زیدان، مطالعه تاریخ طب اسلامی است که او را به عرصه‌های علمی پزشکی، ریاضیات، نجوم، شیمی و موضوعات مرتبط می‌کشاند. در اینجا تأکید بر میراث علمی عظیمی است که اعراب در طول تاریخ به جا گذاشته‌اند. با این حال، سهم او به ویژه در پزشکی قابل مشاهده است. او، چنان‌که در مطالعاتش مشهود است، بسیار مشغول ترجمه‌ها، تفسیرها و حاشیه نویسی‌های عربی دربارهٔ بقراط و جالینوس است. از سوی دیگر، مطالعات او دربارهٔ ابن النفیس و چاپ انتقادی دایرةالمعارف بزرگ پزشکیش (۳۰ جلدی) الشامل فی سیناء الطبیه، او را به عنوان یک محقق ابن النفیس معرفی کرد.

## داستان
زیدان دستی در تألیف رمان و داستان بلند هم دارد. کتاب شیخ در محبس نوشته زیدان رمانی براساس زندگی شیخ‌الرئیس بوعلی سینا است که در سی‌ونهمین دوره جایزه کتاب سال جمهوری اسلامی ایران برگزیده شد.
زیدان در رمان عزازیل ۳۰ طومار را از زبان سریانی به عربی ترجمه کرده‌است. این طومارها در یک جعبه چوبی مهر و موم‌شده در خرابه‌های باستانی در نزدیکی حلب در سوریه کشف شدند. زیدان برای این کتاب برنده جایزه بوکر عربی در سال ۲۰۰۹ و جایزه بریتانیایی آنوبی برای بهترین رمان ترجمه‌شده به انگلیسی در سال ۲۰۱۲ شد.